# قفل‌شکنی آی‌اواس

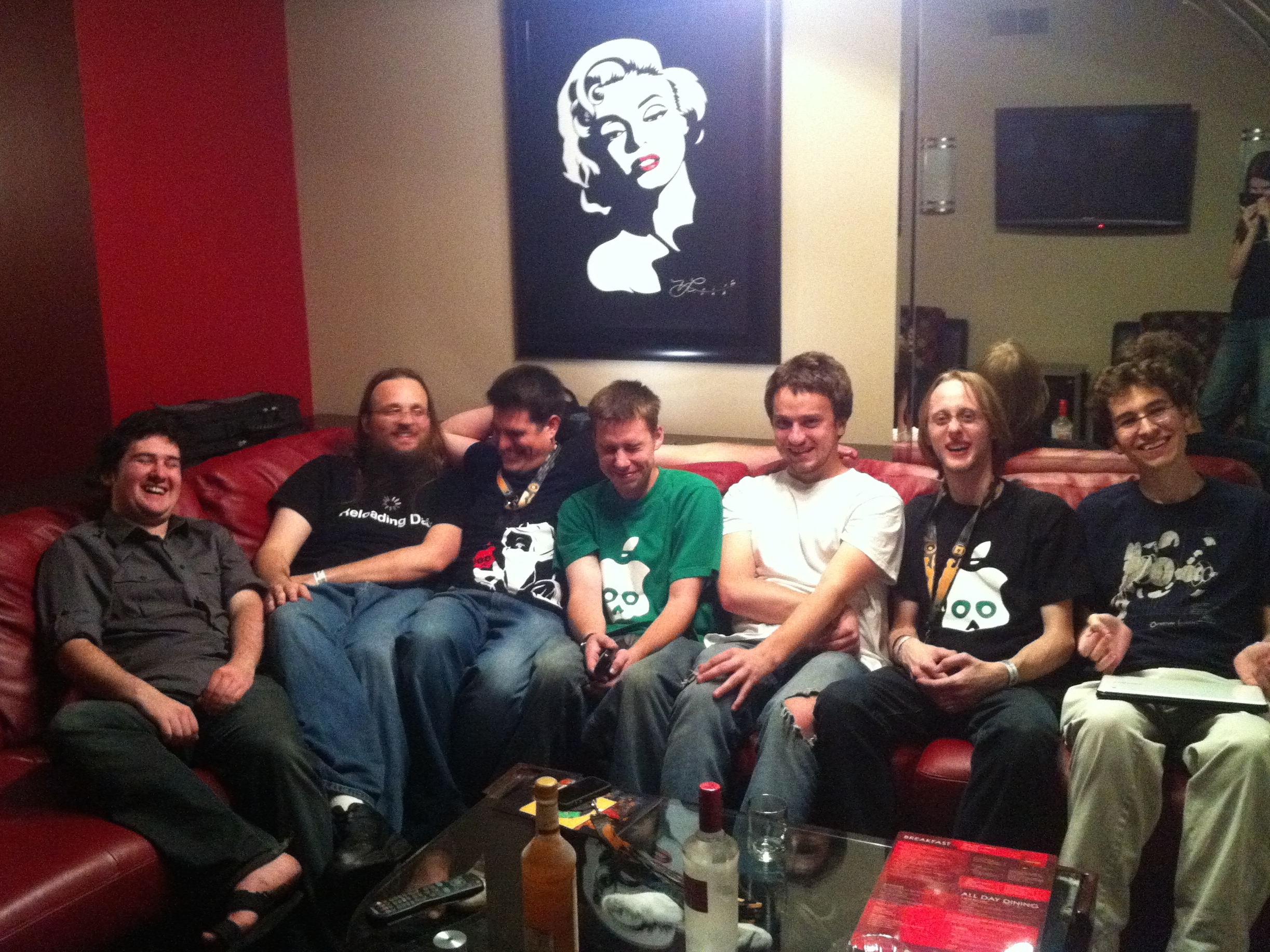
در نگاره افراد گوناگونی همچون (ساریک، پویزیکس‌نینجا و جرج فرانسیس هاتز) که ابزارهایی برای قفل‌شکنی آی‌اواس همچون اپ‌سنپ، گرین‌پویزن ابسینث، پرپل‌رین، بلک‌رین، لایم‌رین و دیگر ابزارها را ساخته‌اند، می‌بینیم. تاریخ اوت ۲۰۱۱ در دف کان.

با قفل‌شکنی آی‌اواس (به انگلیسی: IOS Jailbreak) می‌توان نرم‌افزارها، موسیقی‌ها، بازی‌ها و فیلم‌های بسیاری که قابل بارگذاری (دانلود) روی انواع آی‌دیوایس‌ها همچون آیفون نیستند، یا باید برای بارگذاری آن‌ها پول پرداخت کرد را، بدون اجازهٔ شرکت اپل و به‌وسیلهٔ نرم‌افزارهای Cydia و Installer بارگذاری، نصب و بهره‌گیری کرد. همچنین امکان دیدن و ویرایش فایل‌های سیستمی دستگاه‌های قفل‌شکنی شده توسط نرم‌افزارهایی چون ifile وجود دارد؛ امکانی که در آی‌دیوایس‌های قفل‌شکنی نشده یا Unjailbroken کاربران حق دسترسی به فایل‌های سیستمی را ندارند. از دیگر فواید قفل شکنی می‌توان به امکان ایجاد دگرگونی‌های ظاهری و نصب انواع تم بر روی آی‌دیوایس توسط نرم‌افزارهایی همچون WinterBoard یا نصب برخی نرم‌افزارهای کاربردی همچون AirBlue Sharing برای ارسال و دریافت فایل از طریق بلوتوث اشاره کرد. شایان ذکر است که انجام قفل‌شکنی مخالفانی نیز دارد که معتقدند به دلایلی همچون عدم امنیت دستگاه، کاهش عمر باتری، بی‌ثباتی در اجرای نرم‌افزارها و عدم توانایی در به روزرسانی آی.او. اس در صورت نبود یک ابزار قفل‌شکن، انجام این کار مناسب نیست.

## فرایند قفل‌شکنی آی‌اواس
قفل‌شکنی فرایندی برای از بین بردن محدودیت در سیستم عامل آی‌اواس هست، به رغم بهره‌گیری از قابلیت‌های سخت‌افزاری و نرم‌افزاری در دستگاه‌هایی که از این (آی‌اواس) بهره‌گیری می‌کنند از قبیل :آیفون آیپاد تاچ و آی‌پد و همچنین نسل دوم اپل تی وی، قفل‌شکنی اجازه دسترسی به فایل‌های سیستمی ریشه آی‌اواس و همچنین مدیریت و دانلود برنامه‌های اضافی و موضوعاتی که از طریق فروشگاه اپل استور قابل دسترس نیست را فراهم می‌کند.
قفل‌شکنی نوعی بهبود در افزایش کارکرد دستگاه است. (بهره‌گیری بهتر و بیشتر از قابلیت‌ها)
نام (قفل‌شکنی) برمی‌گردد به اصطلاح بیرون آوردن دستگاه از زندان خودش (رفع محدودیت‌ها) که یک واژه فنی مورد بهره‌گیری در سیستم عامل‌هایی به سبک Unix است. برای مثال زندان‌های فری‌بی‌اس‌دی (یک پیاده‌سازی از تکنولوژی مجازی‌سازی در سطح سیستم‌عامل). آیفون و آیپاد و آی‌پد قفل‌شکنی شده هنوز می‌توانند از اپل استور و آیتونز و قابلیت تماس بهره‌گیری کنند. (قفل‌شکنی مشکلی برای این قابلیت‌ها ایجاد نمی‌کند)
بازگرداندن این دستگاه‌ها با آیتونز قفل‌شکنی را از بین می‌برد.

## دلایل قفل‌شکنی
یکی از دلایل برای قفل‌شکنی کردن، گسترش ویژگی‌هایی هست که توسط اپل استور محدود شده، اپل قبل از ارائه و توزیع برنامه‌ها را مطابق با مجوز نامه‌ای که توسعه دهنده آی او اس ارائه می‌دهد بررسی می‌کند اگرچه دلایل آن‌ها برای ممنوع کردن برنامه‌ها محدود به ایمنی و امنیت نیست و ممکن است جلوگیری از برای تفسیرهای خودسرانه باشد. برای دسترسی به این لسیت از برنامه‌های ممنوع کاربران باید از قفل‌شکنی بهره‌گیری کنند. برای دور زدن فیلترینگ ویژگی‌های اپل، قفل‌شکنی اجازه دانلود و بهره‌گیری از برنامه‌هایی رو می‌دهد که مورد تأیید اپل نیست. از قبیل: برنامه‌های سفارشی‌سازی مورد بهره‌گیری برای تغییر رابط کاربری.

### سفارشی‌سازی دستگاه
از زمانی که برنامه‌ها در سایدیا قرارگرفتند دیگر نیازی به انجام دستور العمل‌های لازم برای نصب برنامه از سوی اپل استور نبود. خیلی از آن‌ها خودشان برنامه معمولی نبودند، و به جای این برای تنظیمات بازتر خود آی‌اواس و برنامه‌های ان مورد بهره‌گیری قرار می‌گرفتند. کاربران آن‌ها را برای هدف‌هایی شامل سفارش‌سازی و شخصی‌سازی رابط کاربری نصب می‌کنند. اضافه کردن ویژگی‌های مورد علاقه و درست کردن ایرادها، و توسعه دادن کاربرد و کارکرد دستگاه برای کار کردن راحت تر، با فراهم کردن دسترسی به فایل‌های سیستمی و ابزار خط فرمان، از این قبیل موارد هستند.
بسیاری از دستگاه‌های آی او ای که در چین بهره‌گیری می‌شوند گوشی‌های خود را، برای نصب ابزار ورودی برای کارکترهای چینی (کیبورد چینی)، و بهره‌گیری راحت‌تر از دستگاه‌ها قفل‌شکنی می‌کنند.

### بهره‌گیری از گوشی در چندین اپراتور
قفل‌شکنی همچنین این امکان را برای بهره‌گیری از برنامه‌هایی که به‌طور غیررسمی گوشی را با هر اپراتوری آنلاک می‌کند فراهم آورده. با این امکانات می‌توانید با هر بیس باند و اپراتوری هماهنگ شوید.

### بهره‌برداری‌های نخستین
در ۱۵ ژوئیه ۲۰۱۱ شرکت اپل نسخه جدیدی از آی‌اواس را منتشر کرد که بهره‌برداری (تکنیک قفل‌شکنی) بهره‌گیری‌شده در Jailbreakme ۳. را خاتمه داد. اداره فدرال امنیت اطلاعات آلمان گزارش داده‌است که «ضعف مهم» با Jailbreakme آشکار شد، به این مفهوم که اطلاعات کاربران آی‌اواس می‌توانست به‌طور بالقوه دزدیده شود یا با کلیک‌کردن بر روی فایل‌های پی‌دی‌اف که به‌گونه‌ای بد ساخته شده‌اند به‌طور ناخواسته نرم‌افزارهای مخرب را دانلود کنند. پیش از اینکه اپل راه حلی برای این روزنه امنیتی منتشر کند، کاربران قفل‌شکنی به روشی که توسعه‌دهندگان آن منتشر کرده بودند، دسترسی به قفل‌شکنی داشتند.

## امنیت، حفظ حریم خصوصی و پایداری
اولین کرم مخرب آیفون، آی کی، در اوایل ماه نوامبر ۲۰۰۹ پیدا شد. این کرم توسط دانش آموزی ۲۱ ساله که در شهر وولونگانگ بود ساخته شد. او دلیل خود بر این کار را برای رسانه‌های استرالیا به بالا بردن آگاهی از مسائل امنیتی متصل کرد، به گونه‌ای که: قفل‌شکنی به کاربران اجازه نصب SSH را می‌دهد، که این کاربران می‌توانند از حفره‌های نا امن برنامه‌های دولتی بهره‌گیری کنند. در همان ماه F-Secure گزارش یک کرم مخرب جدید را می‌دهد که انجام معاملات بانکی را در هلند به شدت به خطر می‌انداخت. به‌طور مشابه دستگاه‌های که در آن، صاحب SSH بدون تغییر رمز عبور به‌طور پیش‌فرض ان را نصب می‌کردند، به شدت تحت تأثیر قرار می‌گرفتند.
کارکنان فوربس در مورد تجزیه و تحلیل مطالعه UCSB، از ۱۴۰۷ برنامه رایگان اپل، برنامه‌های مطالعه شده در این بررسی تعداد ۸۲۵ برنامه از فروشگاه سایت اپل دانلود شده (به‌طور قانونی) و تعداد ۵۲۶ عدد دیگر در BigBoss (سورس پیشفرض سایدیا) موجود و قابل بهره‌گیری بوده‌است. آن‌ها همچنین گفتند که این برنامه‌ها که به صورت غیررسمی قرار گرفتند از لحاظ امنیتی از نسخه رسمی آن‌ها بهتر هستند، همچنین برنامه‌ای به اسم PrivaCy هست که به کاربران اجازه می‌دهد امنیت آپلود خود را از راه دور کنترل کنند.
نصب برنامه‌هایی که خارج فروشگاه اپل منتشر شده، اگر برنامه‌ها بهینه‌سازی ضعیفی با نسخه‌های دستگاه‌ها داشته باشند. (از قبیل ۳G و ۴G) در مصرف باتری و پایداری سیستم مؤثر هستند.
مقایسه با روت کردن اندروید
قفل‌شکنی کردن دستگاه‌های آی‌اواس گاهی وقت‌ها با روت کردن دستگاه‌های اندرویدی مقایسه می‌شود. اگرچه هر دو مفهوم شامل بالا بردن کابرد می‌شوند، در محدوده‌ای هم تفاوت بسیاری با هم دارند. دستگاهای اندروید با چند مورد استثناء، با امنیتی که دارند اجازه دسترسی به فایل سیستمی را می‌دهند ولی از تغییر دادن آن جلوگیری می‌کنند. قادر ساختن نصب برنامه‌هایی که در شرکت بررسی و تأیید نشده و مجاز نیستند، از این قبیل موارد هستند.
در مقابل مشخص شده‌است که آی‌اواس با مهندسی امنیتی قوی طراحی شده، از جمله بوت لودر قفل شده، برای جلوگیری از کاربران در تغییر فایل سیستم یا نصب برنامه‌هایی که از سوی اپل مجاز نیستند؛ و برای جلوگیری از برنامه‌های که توسط کاربر نصب شده (از دسترسی به روت)، قفل‌شکنی دستگاه‌های آی‌اواس همه این اقدامات امنیتی رو با چالش قابل توجهی روبرو می‌سازد. قفل‌شکنی همچنین مجوز نهایی کاربر از سوی اپل را نقض می‌کند.

## مشکل
اپل آپدیت‌های مختلفی برای بستن حفره قفل‌شکنیی در آی‌اواس عرضه می‌کند، یکی از این آپدیت‌های مهم که حفره را در آی‌اواس ۶٫۱٫۳ بست (گروه evasion قفل‌شکنی نسخه ۶ تا ۶٫۱٫۲ را منتشر ساختند، اما در نسخه ۶٫۱٫۳ این امکان بسته شد) و همچنین بعد از منتشر شدن آی‌اواس ۷، به همراه آن قفل‌شکنی آن عرضه گشت و مجدد اپل این امکان را در ۷٫۱ بست. (گرچه بعدها توسط گروه دیگری قفل‌شکنی شد)

## قوانین
کتابخانه کنگره آمریکا قفل‌شکنی آی‌اواس را قانونی اعلام کرده‌است.
این اعلام به عنوان قانونی بودن عملیات منجر به دسترسی به ریشه سیستم عامل و آزادی از قید و بندهای اپل، که به تشخیص دادگاه بیشتر جنبه تجاری دارند گفته می‌شود. این قانونی بودن به هیچ وجه به معنی تأیید بهره‌گیری از نرم‌افزارهای پولی به صورت رایگان نمی‌باشد.
قفل‌شکنی دستگاه شامل دور زدن اقدامات حفاظتی به منظور دسترسی به فایل‌های سیستمی و ریشه سیستم عامل برای جایگزین فایل‌ها و برنامه‌های لازم است؛ بنابراین وضعیت حقوقی با دور زدن قفل سیستم عامل (قفل دیجیتالی) تحت تأثیر قرار می‌گیرد. مانند قوانین حمایت از حقوق دیجیتال، مکانیزم(DRM)، بسیاری از کشورها چنین قوانینی ندارند و بسیاری هم به جز قوانین مربوط به قفل‌شکنی این قوانین رو دارا هستند.
عهدنامه بین‌المللی و قوانین آن بر عمل جیلبریک مؤثر است. پیمان کپی رایت سازمان جهانی (WIPO)، کشورهای عضو این پیمان نامه به تصویب قوانین برابر دور زدن DRM (جلوگیری از انجام این امر) که شامل یک فرایند برای ایجاد معافیت برای مقاصد غیر کپی رایت-متخلف مانند جیلبریک است. عهدنامه کپی رایت ۲۰۰۱ اروپا برای اجرای این پیمان، نیازمند کشورهای عضو اتحادیه اروپا برای اجرای حمایت‌های حقوقی برای اقدامات حفاظت فناوری بود. محتوای این کپی رایت شامل یک استثناء که اجازه شکستن آن اقدامات را برای مقاصد غیر کپی رایت مانند قفل‌شکنی، برای اجرای نرم‌افزارهای جایگزین را می‌دهد. اما روش اجرای این عهدنامه در کشورهای عضو مختلف است.

### استرالیا
بخش الکترونیک استرالیا گفت که معلوم نیست که آیا قفل‌شکنی در استرالیا قانونی است یا نه، و قوانین لازم برای جلوگیری از دور زدن ممکن است اعمال شوند. این قوانین توسط قانون کپی رایت متمم ۲۰۰۶ تقویت شد.

### کانادا
در نوامبر ۲۰۱۲، کانادا قانون کپی رایت خود را با مقررات جدید منع دستکاری قفل دیجیتال اصلاح به استثناء برای همکاری نرم‌افزاری اصلاح کرد. جیلبریک دستگاه برای اجرای نرم‌افزار جایگزین یک شکل از دور زدن قفل‌های دیجیتال به منظور ایجاد همکاری نرم‌افزاری است.
تلاش‌های متعددی در ۲۰۰۸–۲۰۱۱ برای اصلاح قانون کپی رایت صورت گرفته‌است.

### هند
قانون کپی رایت هند اجازه دور زدن DRM (مدیریت محدودیت دیجیتالی) را به منظور تخلفی غیر از کپی رایت را می‌دهد. مجلس در سال ۲۰۱۰ لایحه قانونی شامل این قید معرفی کرد و در سال ۲۰۱۲ به عنوان لایحه قانونی کپی رایت ۲۰۱۲ تصویب شد.
هند قرارداد کپی رایتWIPO را که مستلزم حقوق علیه دور زدن DRM است را تأیید نمی‌کند. اما در گزارش ۳۰۱ ویژه ایالات متحده آمریکا فشار عملی و سخت گیرانه برای اجرای قانون کپی رایت در راستای خطی و مشی WIPO ثبت شده‌است.

### سنگاپور
قفل‌شکنی ممکن است عملی قانونی در سنگاپور باشد، البته به شرطی که مانع زیر پا گذاشتن قانون کپی رایت شود؛ و این مورد اساساً در مجلس مورد بحث قرار نگرفته‌است.

### انگلستان
قانون کپی و رایت ۲۰۰۳ و مقررات حقوقی مرتبط با آن باعث زیر پا گذاشتن DRM، حتی به منظور همکاری و تخلف نکردن می‌شود.
قفل‌شکنی ممکن است یک شکل از دور زدن تحت پوشش قانون باشد ولی در مجلس بحثی در قبال آن صورت نگرفته‌است. قابلیت‌های اینچنین، قوانینی مطابق با این (قفل‌شکنی) دارند.

### ایالات متحده آمریکا
“هدف اپل همواره این بوده‌است که مشتریانش با آیفون یک تجربه عالی داشته باشند و می‌دانیم که قفل‌شکنی این تجربه عالی را تنزل می‌دهد. همان‌طور که پیش از این نیز گفته‌ایم، عموم کاربران آیفون آن را قفل‌شکنی نمی‌کنند؛ چرا اینکه سبب می‌شود ضمانت دستگاه از بین برود و دستگاه دیگر کارایی پایدار و قابل اعتمادی نداشته باشد. ”

— سخن‌گوی رسمی اپل. نسخه کامل این سخن‌رانی، که در سال ۲۰۱۰ انجام شده را می‌توانید در این منبع ببینید.
قانون کپی رایت هزاره دیجیتال می‌گوید: "هیچ شخصی نباید کنترل و دسترسی یک کار تحت حفاظت را بدست گیرد. قانون کپی رایت هزاره دیجیتال که ممکن است برای قفل‌شکنی اعمال شود، حداقل تا سال ۲۰۱۵ معافیت از این قانون برای قفل‌شکنی گوشی‌های موبایل وجود دارد. توجه کنید که این معافیت برای بازکردن قفل اپراتورها نیست و فقط برای قفل‌شکنی است و البته اپل اعلام کرده که قفل‌شکنی کردن، گارانتی را از بین می‌برد.
اما در ایالات متحده آمریکا اپل نمی‌تواند گارانتی آیفون را باطل کند. مگر اینکه بتواند نشان دهد که مشکل دستگاه مرتبط به نصب نرم‌افزار غیرمجاز است (قانون گارانتی کمیسیون تجارت فدرال، سال ۱۹۷۵)
در سال ۲۰۱۰ در پاسخ به تقاضای بنیاد مرز الکترونیک و اداره کپی رایت ایالات متحده آمریکا، صریحاً معافیت DMCA را برای قفل‌شکنی کردن به منظور بهره‌گیری از برنامه‌هایی که در اپ‌استور نبوده، برای صاحبان آیفون داده‌است. سابقاً اپل نظراتی مبنی بر مخالفت با این معافیت اعلام کرده و نشاد داده که قفل‌شکنی نوعی از نقض کپی رایت است.
درخواست اپل برای نقض قفل‌شکنی به منظور زیر پا گذاشتن قانون کپی و رایت DMCA در سال ۲۰۰۹ تکذیب شده‌است. در حکم دیگر آن‌ها کتابخانه کنگره در ۲۶ ژوئیه سال ۲۰۱۰ تأیید می‌کند که قفل‌شکنی قوانین DMCA را نسبت به قفل دیجیتال زیر پا می‌گذارد. معافیت‌های DMCA جز در به پایان رسیدن، باید هر سه سال بازبینی شوند.
در ۲۸ اکتبر ۲۰۱۲ اداره کپی رایت ایالات متحده آمریکا، سیاست معافیت آن‌ها را مورد بررسی مجدد قرار می‌دهد. قفل‌شکنی محصولات اپل به منظور دور زدن غیر حقوق نرم‌افزارها به وسیله برنامه‌های کامپیوتری، غیر قاونی است. اما با وجود اینکه اداره کپی رایت ایالات متحده از توسعه این معافیت به تبلت‌ها (مانند آی پد) خودداری کرد، بحث در مورد اصطلاح تبلت‌ها گسترده‌است و به خوبی تعریف نشده‌است و معافیت برای این دسته از دستگاه‌ها می‌توانست عوارض ناخواسته داشته باشد. همچنین این اداره معافیت ۲۰۱۰ را برای گوشی‌هایی که به صورت غیررسمی قفل گشایی (آنلاک شبکه) می‌شوند را دوباره ایجاد کرد تا برای حاملان تأیید نشده بهره‌گیری شوند، اما این معافیت را برای گوشی‌هایی که پیش از ۲۶ ژوئن سال ۲۰۱۳ به فروش رسیده بودند محدود کرد.
استادی در دانشکده حقوق کلمبیا به‌نام Tim Wu در سال ۲۰۰۷ استدلال کرد که قفل‌شکنی کردن گوشی برتر اپل قانونی، اخلاقی و صرفاً سرگرمی ساده است؛ و وی معافیت صریحی را بیان کرد که کتابخانه کنگره در سال ۲۰۰۶ برای قفل گشایی شخصی صادر کرده بود. این معافیت اشاره می‌کند که حاملان قفل وایرلس را بهره‌گیری می‌کنند تا توانایی مشترکین را برای تغییر به دیگر حاملان محدود کند، یک تصمیم تجاری که نمی‌تواند در برابر منافع حفاظت‌شده با کپی‌رایت کاری انجام دهد و بنابراین بر این امر که DMCA Wu ادعا نکرد که این معافیت برای افرادی که به دیگران کمک می‌کنند دستگاهی را قفل‌گشایی کنند یا نرم‌افزار را به‌صورت غیرقانونی می‌خرند تا چنین کاری را انجام دهند، اشاره ندارد. در سال ۲۰۱۰ و ۲۰۱۲ اداره کپی‌رایت آمریکا معافیت‌هایی را برای DMCA تأیید کرد که اجازه می‌دهد کاربران آیفون دستگاه‌هایشان را به‌صورت قانونی قفل‌شکنی کنند. همچنین این احتمال وجود دارد که شرکت اپل اقدامات متقابل فنی را به کار گیرد تا از قفل‌شکنی کردن جلوگیری کند یا جلو عملکرد گوشی‌های قفل‌شکنی شده را بگیرد، اما قادر نخواهد بود تا کاربرانی که قفل‌شکنی می‌کنند را تعقیب کند. همچنین مشخص نیست که آیا قانونی است که ابزارهای بهره‌گیری شده را به صورت غیرقانونی بخرند تا قفل‌شکنی کردن را آسان کنند؟!

### زلاند نو
قانون کپی رایت زلاند نو، تا مادام که بهره‌گیری از روش‌های سرپیچی از مقیاس قانونی حفاظت فنی، اهداف غیرقانونی را دنبال نکنند اجازه بهره‌گیری از آن را می‌دهد.

## گونه‌های قفل‌شکنی
زمانی که دستگاه بوت می‌شود، از کرنل اختصاری اپل برای روشن شدن بهره‌گیری می‌کند.
قفل‌شکنی پایدار، خصوصیت بوت کردن کامل دستگاه را بعد از هر خاموش یا روشن شدن را دارد و نیازی نیست که برای بوت کردن دستگاه از کامپیوتر بهره‌گیری کنید. ساختن این نوع قفل‌شکنی بسیار سخت بوده و نیازمند دانش مهندسی بسیار و سال‌ها تجربه می‌باشد.
قفل‌شکنی ناپایدار، دستگاه هر زمان که مجدداً راه‌اندازی می‌شود نیازمند بهره‌گیری از کامپیوتر است(کامپیوتر آن را بوت می‌کند) و دستگاه دیگر از کرنل اختصاری و سالم بهره‌گیری نمی‌کند و ممکن است در وضعیتی که به صورت نیمه بوت شده‌است گیر کند. با بهره‌گیری از کامپیوتر گوشی لزوماً در هر زمان که روشن می‌شود «re-jailbroken» است برای رفع این ویژگی «بوت ناپایدار» می‌توانید با ابزار قفل‌شکنی ناپایدار اسپرینگ بورد دستگاه را راه‌اندازی مجدد کنید «respring».
همچنین راه‌حل «semi-tethered» وجود دارد که به این معنی است که وقتی دستگاه راه‌اندازی می‌شود و دیگر کرنل سالم ندارد (بنابراین قادر نخواهد بود که کد اختصاری را اجرا کند)، اما همچنان برای عملکردهایی مانند تلفن‌زدن یا پیام فرستادن بهره‌گیری کردنی است. برای بهره‌گیری از هر یک از این ویژگی‌ها که مستلزم اجرای کد اختصاری است، کاربر باید برای بهره‌گیری از دستگاهی که این مشکل (نبود کرنل سالم) را دارد از این ابزار بهره‌گیری کند.

## تاریخ‌چه ابزارهای قفل‌شکنی
در ژوئیه ۲۰۰۷ مدتی پس از اینکه اولین آیفون در دسترس همگان قرار گرفت، توسعه دهندگان اولین ابزار قفل‌شکنی را برای آن منتشر کردند و این قفل‌شکنی فقط برای بازی و برنامه‌ها قابل بهره‌گیری بود. در اکتبر ۲۰۰۷ ابزار JailbreakMe به افراد اجازه قفل‌شکنی آی‌اواس ۱٫۱٫۱ در آیفون و آیپاد تاچ می‌داد و همچنین شامل ابزاری برای نصب برنامه‌ها روی دستگاه‌های قفل‌شکنی شده بود.

## جدول قفل‌شکنی‌ها برپایه دستگاه و نسخه آی‌اواس از ۲۰۰۷ تاکنون
دستگاه
      آی‌اواس
      هردو

|   | دستگاه/اواس                | تاریخ عرضه       | ابزار قفل‌شکنی      | طراح(ان)                                 | تاریخ قفل‌شکنی    | قفل‌شکنی پس از (روز) |
| - | -------------------------- | ---------------- | ------------------ | ---------------------------------------- | ---------------- | ------------------- |
| 2 | آیفون (نسل اول) / آی‌اواس   | ژوئن ۲۹, ۲۰۰۷    | (بی‌نام)            | iPhone Dev Team                          | ژوئیه ۱۰, ۲۰۰۷   | 11                  |
| 1 | آی‌پاد تاچ                  | سپتامبر ۵, ۲۰۰۷  | (بی‌نام)            | niacin and dre                           | اکتبر ۱۰, ۲۰۰۷   | 35                  |
| 2 | آیفون ۳جی / آی‌اواس         | ژوئیه ۱۱, ۲۰۰۸   | PwnageTool         | iPhone Dev Team                          | ژوئیه ۲۰, ۲۰۰۸   | 9                   |
| 1 | آی‌پاد تاچ (2nd generation) | سپتامبر ۹, ۲۰۰۸  | redsn0w            | iPhone Dev Team and Chronic Dev Team     | ژانویه ۳۰, ۲۰۰۹  | 143                 |
| 3 | آی‌اواس                     | ژوئن ۱۷, ۲۰۰۹    | PwnageTool         | iPhone Dev Team                          | ژوئن ۱۹, ۲۰۰۹    | 2                   |
| 1 | آیفون ۳جی‌اس                | ژوئن ۱۹, ۲۰۰۹    | purplera1n         | جرج فرانسیس هاتز                         | ژوئیه ۳, ۲۰۰۹    | 14                  |
| 1 | آی‌پد                       | آوریل ۳۰, ۲۰۱۰   | Spirit             | comex                                    | مه ۳, ۲۰۱۰       | 3                   |
| 3 | iOS 4.0                    | ژوئن ۲۱, ۲۰۱۰    | PwnageTool         | iPhone Dev Team                          | ژوئن ۲۳, ۲۰۱۰    | 2                   |
| 1 | آیفون ۴                    | ژوئن ۲۴, ۲۰۱۰    | JailbreakMe 2.0    | comex                                    | اوت ۱, ۲۰۱۰      | 38                  |
| 1 | اپل تی‌وی (2nd generation)  | سپتامبر ۱, ۲۰۱۰  | PwnageTool         | iPhone Dev Team                          | اکتبر ۲۰, ۲۰۱۰   | 49                  |
| 1 | آی‌پد ۲                     | مارس ۱۱, ۲۰۱۱    | JailbreakMe 3.0    | comex                                    | ژوئیه ۵, ۲۰۱۱    | 116                 |
| 3 | iOS 5.0                    | اکتبر ۱۲, ۲۰۱۱   | redsn0w            | iPhone Dev Team                          | اکتبر ۱۳, ۲۰۱۱   | 1                   |
| 1 | آیفون ۴اس                  | اکتبر ۱۴, ۲۰۱۱   | Absinthe           | pod2g, Chronic Dev Team, iPhone Dev Team | ژانویه ۲۰, ۲۰۱۲  | 98                  |
| 1 | اپل تی‌وی (3rd generation)  | مارس ۷, ۲۰۱۲     | -                  | -                                        | -                | -                   |
| 1 | آی‌پد ۳                     | مارس ۱۶, ۲۰۱۲    | Absinthe 2.0       | pod2g, Chronic Dev Team, iPhone Dev Team | مه ۲۵, ۲۰۱۲      | 70                  |
| 3 | آی‌اواس ۶                   | سپتامبر ۱۹, ۲۰۱۲ | redsn0w            | iPhone Dev Team                          | سپتامبر ۱۹, ۲۰۱۲ | 0                   |
| 1 | آیفون ۵                    | سپتامبر ۲۱, ۲۰۱۲ | evasi0n            | evad3rs                                  | فوریه ۴, ۲۰۱۳    | 136                 |
| 1 | آی‌پاد تاچ (5th generation) | اکتبر ۲۳, ۲۰۱۲   | evasi0n            | evad3rs                                  | فوریه ۴, ۲۰۱۳    | 104                 |
| 1 | آی‌پد (4th generation)      | نوامبر ۲, ۲۰۱۲   | evasi0n            | evad3rs                                  | فوریه ۴, ۲۰۱۳    | 94                  |
| 1 | آی‌پد مینی                  | نوامبر ۲, ۲۰۱۲   | evasi0n            | evad3rs                                  | فوریه ۴, ۲۰۱۳    | 94                  |
| 3 | آی‌اواس ۷                   | سپتامبر ۱۸, ۲۰۱۳ | evasi0n7           | evad3rs                                  | دسامبر ۲۲, ۲۰۱۳  | 95                  |
| 1 | آیفون ۵سی                  | سپتامبر ۲۰, ۲۰۱۳ | evasi0n7           | evad3rs                                  | دسامبر ۲۲, ۲۰۱۳  | 93                  |
| 1 | آیفون ۵اس                  | سپتامبر ۲۰, ۲۰۱۳ | evasi0n7           | evad3rs                                  | دسامبر ۲۲, ۲۰۱۳  | 93                  |
| 1 | آی‌پد ایر                   | نوامبر ۱, ۲۰۱۳   | evasi0n7           | evad3rs                                  | دسامبر ۲۲, ۲۰۱۳  | 51                  |
| 1 | آی‌پد مینی (نسل دوم)        | نوامبر ۱۲, ۲۰۱۳  | evasi0n7           | evad3rs                                  | دسامبر ۲۲, ۲۰۱۳  | 40                  |
| 3 | iOS 7.1－۷٫۱٫۲             | مه ۲۹, ۲۰۱۴      | Pangu              | Pangu Team                               | ژوئن ۲۳, ۲۰۱۴    | 25                  |
| 3 | آی او اس ۸                 | سپتامبر ۱۷, ۲۰۱۴ | Pangu8             | Pangu Team                               | اکتبر ۲۲, ۲۰۱۴   | 35                  |
| 1 | آیفون ۶                    | سپتامبر ۱۹, ۲۰۱۴ | Pangu8             | Pangu Team                               | اکتبر ۲۲, ۲۰۱۴   | 33                  |
| 1 | آیفون ۶                    | سپتامبر ۱۹, ۲۰۱۴ | Pangu8             | Pangu Team                               | اکتبر ۲۲, ۲۰۱۴   | 33                  |
| 1 | آی‌پد ایر ۲                 | اکتبر ۲۲, ۲۰۱۴   | Pangu8             | Pangu Team                               | اکتبر ۲۲, ۲۰۱۴   | 0                   |
| 1 | آی‌پد مینی (نسل سوم)        | اکتبر ۲۲, ۲۰۱۴   | Pangu8             | Pangu Team                               | اکتبر ۲۲, ۲۰۱۴   | 0                   |
| 3 | iOS 8.1.1－۸٫۴             | نوامبر ۱۷, ۲۰۱۴  | TaiG, PP Jailbreak | TaiG, PP Jailbreak                       | نوامبر ۲۹, ۲۰۱۴  | 12                  |
| 1 | اپل واچ                    | آوریل ۲۴, ۲۰۱۵   | -                  | -                                        | -                | -                   |
| 1 | آی‌پاد تاچ (6th generation) | ژوئیه ۱۵, ۲۰۱۵   | TaiG, PP Jailbreak | TaiG, PP Jailbreak                       | ژوئیه ۱۶, ۲۰۱۵   | 1                   |
| 3 | iOS 9                      | سپتامبر ۱۶, ۲۰۱۵ | Pangu9             | Pangu Team                               | اکتبر ۱۴, ۲۰۱۵   | 28                  |
| 1 | آیفون ۶اس                  | سپتامبر ۲۵, ۲۰۱۵ | Pangu9             | Pangu Team                               | اکتبر ۱۴, ۲۰۱۵   | 19                  |
| 1 | آیفون ۶اس                  | سپتامبر ۲۵, ۲۰۱۵ | Pangu9             | Pangu Team                               | اکتبر ۱۴, ۲۰۱۵   | 19                  |
| 1 | iPad Mini 4                | سپتامبر ۹, ۲۰۱۵  | Pangu9             | Pangu Team                               | اکتبر ۱۴, ۲۰۱۵   | 35                  |
| 1 | آی‌پد پرو                   | نوامبر ۱۱, ۲۰۱۵  | Pangu9             | Pangu Team                               | مارس ۱۱, ۲۰۱۶    | -49282              |
| 3 | iOS 9.1                    | اکتبر ۲۱, ۲۰۱۵   | Pangu9             | Pangu Team                               | مارس ۱۱, ۲۰۱۶    | -45994              |
| 1 | اپل تی‌وی (4th generation)  | سپتامبر ۹, ۲۰۱۵  | Pangu9             | Pangu Team                               | مارس ۲۳, ۲۰۱۶    | 196                 |
| 1 | آیفون اس‌ای                 | مارس ۳۱, ۲۰۱۶    | PPJailbreak        | PPJailbreak, Pangu Team                  | ژوئیه ۲۴, ۲۰۱۶   | 115                 |

### جدول ابزارهای قفل‌شکنی عرضه شده از ۲۰۱۱ تاکنون
| نام                   | تاریخ عرضه      | سخت‌افزار | سخت‌افزار                                                                  | سخت‌افزار         | نرم‌افزار                   | پایدار؟                          | طراح(ان)                                                      |
| نام                   | تاریخ عرضه      | آی‌پد | آیفون                                                                     | آی‌پاد تاچ        | نرم‌افزار                   | پایدار؟                          | طراح(ان)                                                      |
| --------------------- | --------------- | --- | ------------------------------------------------------------------------- | ---------------- | -------------------------- | -------------------------------- | ------------------------------------------------------------- |
| JailbreakMe 3.0       | ژوئیه ۵, ۲۰۱۱   | آی‌پد ۱ آی‌پد ۲ [ ۲۳ ]                                                                                              | آیفون ۳جی‌اس آیفون ۴ [ ۲۳ ]                                                | آی‌پاد تاچ        | ۴٫۲٫۶ – ۴٫۲٫۸ 4.3 – 4.3.3  | آری                              | comex                                                         |
| Seas0npass            | اکتبر ۱۸, ۲۰۱۱  | نسل دوم اپل تی‌وی                                                                                                  | نسل دوم اپل تی‌وی                                                          | نسل دوم اپل تی‌وی | ۴٫۳ – ۵٫۳ 6.1.2 (tethered) | 4.3 – 5.3                        |                                                               |
| redsn0w 0.9.15 beta 3 | نوامبر ۱, ۲۰۱۲  | آی‌پد ۱ | آیفون ۳جی‌اس آیفون ۴ [ ۲۵ ] [ ۲۷ ] [ ۲۸ ]                                  | آی‌پاد تاچ        | ۴٫۱ – ۶٫۱٫۶                | بستگی دارد Untethered: Tethered: | iPhone Dev Team                                               |
| Absinthe 2.0.4        | مه ۳۰, ۲۰۱۲     | آی‌پد ۱ آی‌پد ۲ آی‌پد ۳ [ ۳۲ ]                                                                                       | آیفون ۳جی‌اس آیفون ۴ آیفون ۴اس [ ۳۲ ]                                      | آی‌پاد تاچ        | 5.1.1                      | آری                              | pod2g، تیم توسعه دهنده مزمن، تیم توسعه دهنده آیفون            |
| evasi0n               | فوریه ۴, ۲۰۱۳   | آی‌پد ۲ آی‌پد ۳ آی‌پد (نسل چهارم) Mini 1                                                                             | آیفون ۳جی‌اس آیفون ۴ آیفون ۴اس آیفون ۵                                     | آی‌پاد تاچ 5      | 6.0 – 6.1.2                | آری                              | pod2g, MuscleNerd, pimskeks, and planetbeing (evad3rs)        |
| evasi0n7              | دسامبر ۲۲, ۲۰۱۳ | آی‌پد ۲ آی‌پد ۳ آی‌پد (نسل چهارم) آی‌پد ایر Mini 1 آی‌پد مینی (نسل دوم)                                                | آیفون ۴ آیفون ۴اس آیفون ۵ آیفون ۵اس آیفون ۵سی                             | 5                | 7.0 – 7.0.6                | آری                              | pod2g, MuscleNerd, pimskeks, and planetbeing (evad3rs)        |
| p0sixspwn             | دسامبر ۳۰, ۲۰۱۳ | آی‌پد ۲ آی‌پد ۳ آی‌پد (نسل چهارم) Mini 1                                                                             | آیفون ۳جی‌اس آیفون ۴ آیفون ۴اس آیفون ۵                                     | آی‌پاد تاچ 5      | ۶٫۱٫۳ – ۶٫۱٫۶              | آری                              | winocm, iH8sn0w, and SquiffyPwn                               |
| Pangu                 | ژوئن ۲۳, ۲۰۱۴   | آی‌پد ۲ آی‌پد ۳ آی‌پد (نسل چهارم) آی‌پد ایر Mini 1 آی‌پد مینی (نسل دوم) [ ۳۴ ]                                         | آیفون ۴ آیفون ۴اس آیفون ۵ آیفون ۵سی آیفون ۵اس [ ۳۴ ]                      | 5                | ۷٫۱ – ۷٫۱٫۲                | آری                              | dm557, windknown, ogc557, and Daniel_K4 (@PanguTeam)          |
| Pangu8                | اکتبر ۲۲, ۲۰۱۴  | آی‌پد ۲ آی‌پد ۳ آی‌پد (نسل چهارم) آی‌پد ایر آی‌پد ایر ۲ Mini 1 آی‌پد مینی (نسل دوم) آی‌پد مینی (نسل سوم)                 | آیفون ۴اس آیفون ۵ آیفون ۵سی آیفون ۵اس آیفون ۶ آیفون ۶                     | 5                | ۸٫۰ – ۸٫۱                  | آری                              | windknown, ogc557, Daniel_K4, zengbanxian, INT80 (@PanguTeam) |
| TaiG                  | نوامبر ۲۹, ۲۰۱۴ | آی‌پد ۲ آی‌پد ۳ آی‌پد (نسل چهارم) آی‌پد ایر آی‌پد ایر ۲ Mini 1 آی‌پد مینی (نسل دوم) آی‌پد مینی (نسل سوم)                 | آیفون ۴اس آیفون ۵ آیفون ۵سی آیفون ۵اس آیفون ۶ آیفون ۶                     | 5 6              | ۸٫۰ – ۸٫۴                  | آری                              | TaiG                                                          |
| PPJailbreak           | ژانویه ۱۸, ۲۰۱۵ | آی‌پد ۲ آی‌پد ۳ آی‌پد (نسل چهارم) آی‌پد ایر آی‌پد ایر ۲ Mini 1 آی‌پد مینی (نسل دوم) آی‌پد مینی (نسل سوم)                 | آیفون ۴اس آیفون ۵ آیفون ۵سی آیفون ۵اس آیفون ۶ آیفون ۶                     | 5 6              | ۸٫۰ – ۸٫۴                  | آری                              | PanguTeam and PPJailbreak                                     |
| Pangu9                | اکتبر ۱۴, ۲۰۱۵  | آی‌پد ۲ آی‌پد ۳ آی‌پد (نسل چهارم) آی‌پد ایر آی‌پد ایر ۲ Mini 1 آی‌پد مینی (نسل دوم) آی‌پد مینی (نسل سوم) Mini 4 آی‌پد پرو | آیفون ۴اس آیفون ۵ آیفون ۵سی آیفون ۵اس آیفون ۶ آیفون ۶ آیفون ۶اس آیفون ۶اس | 5 6              | ۹٫۰ – ۹٫۱                  | آری                              | PanguTeam                                                     |
| PPJailbreak           | ژوئیه ۲۴, ۲۰۱۶  | آی‌پد ایر آی‌پد ایر ۲ آی‌پد مینی (نسل دوم) آی‌پد مینی (نسل سوم) Mini 4 آی‌پد پرو                                       | آیفون ۵اس آیفون ۶ آیفون ۶ آیفون ۶اس آیفون ۶اس آیفون اس‌ای                  | 6                | ۹٫۲ – ۹٫۳٫۳                | نه                               | PanguTeam and PPJailbreak                                     |